# Station Lyon-Perrache
Station Lyon-Perrache is een spoorwegstation in de Franse gemeente Lyon. Het is na Lyon-Part-Dieu het belangrijkste station van de stad. Er kan hier worden overgestapt op lijn A van de metro van Lyon (via metrostation Perrache), en op tramlijnen 1 en 2 van de tram van Lyon. 

## Afbeeldingen

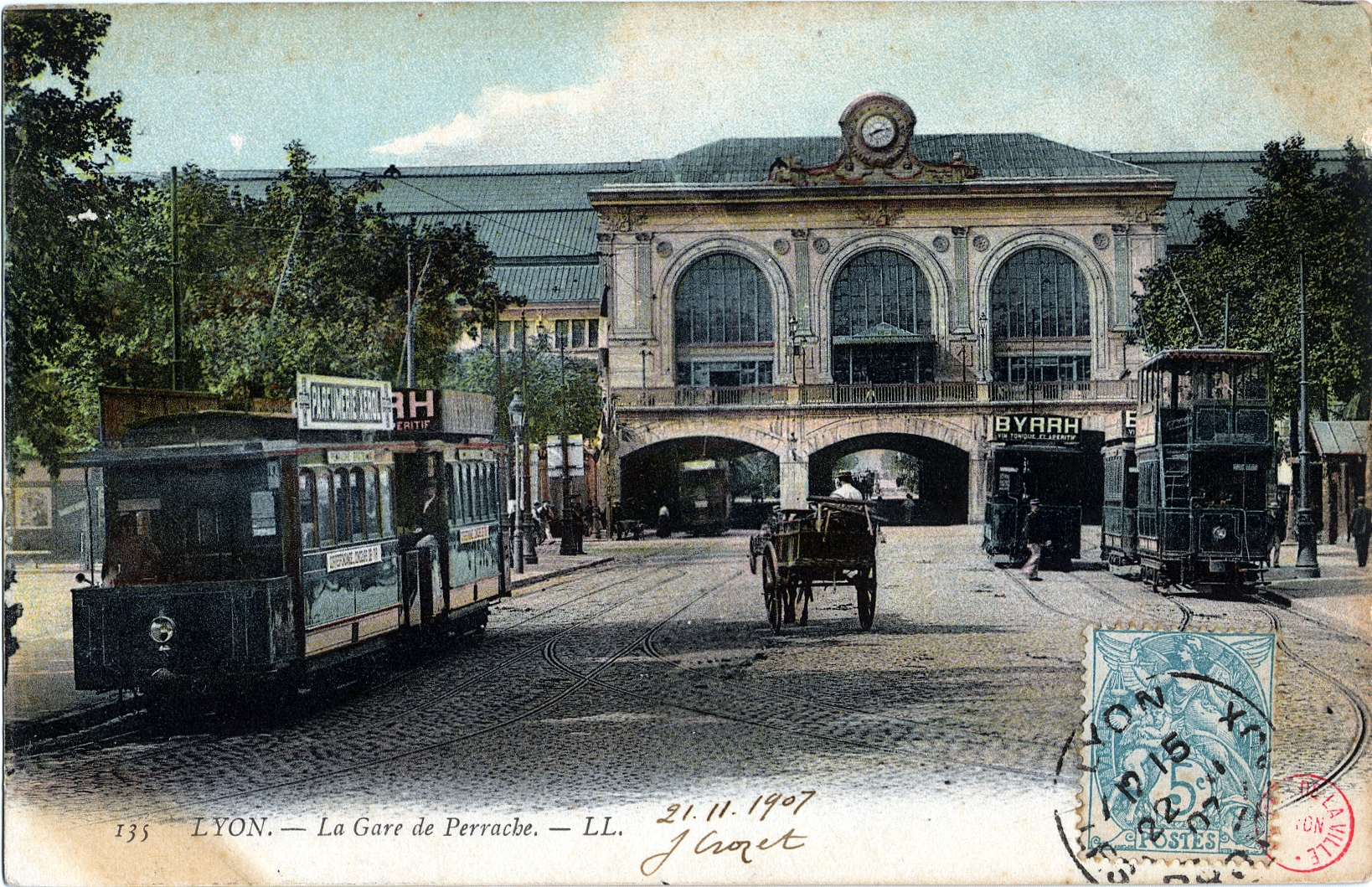
Circa 1900
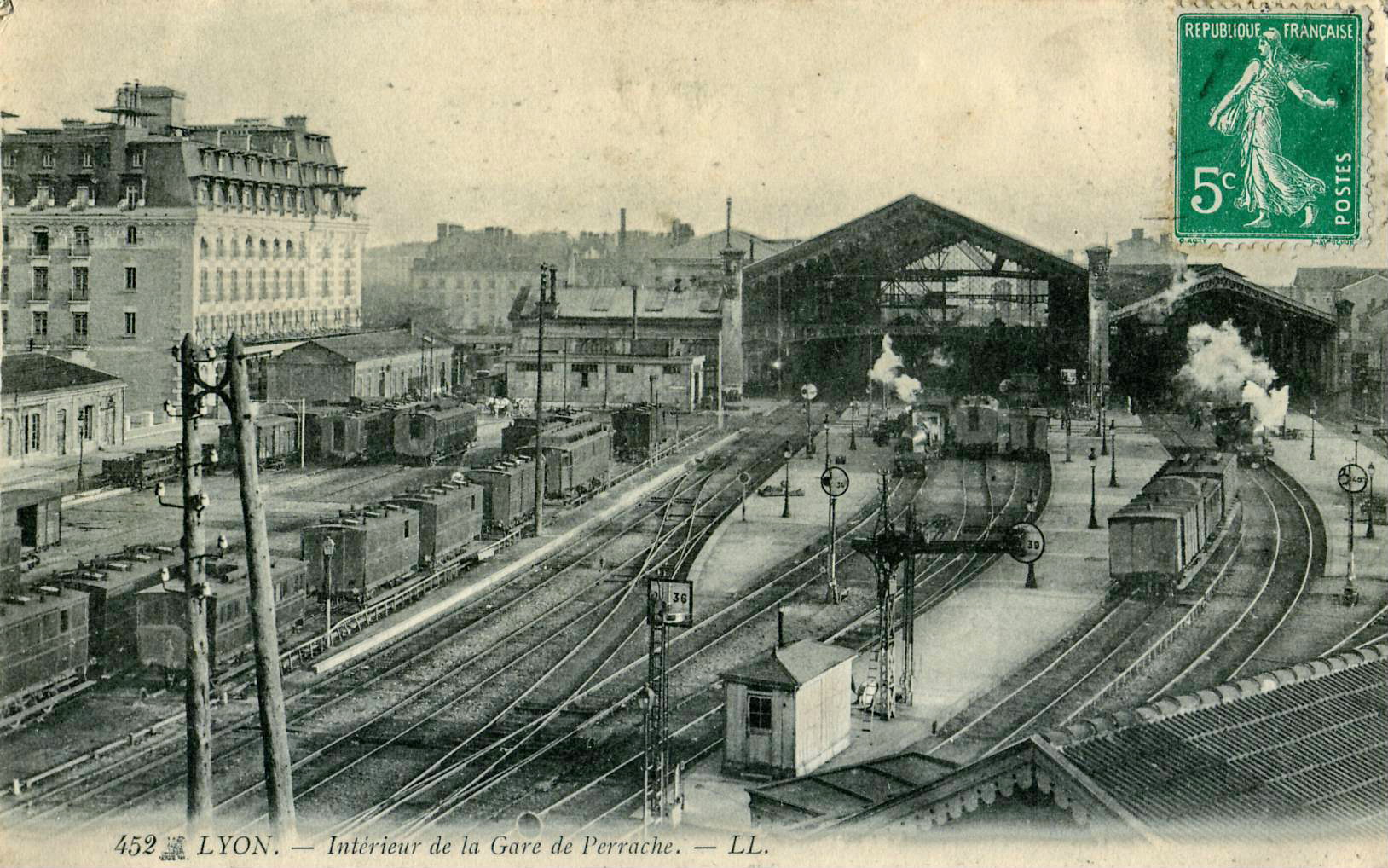
Circa 1910
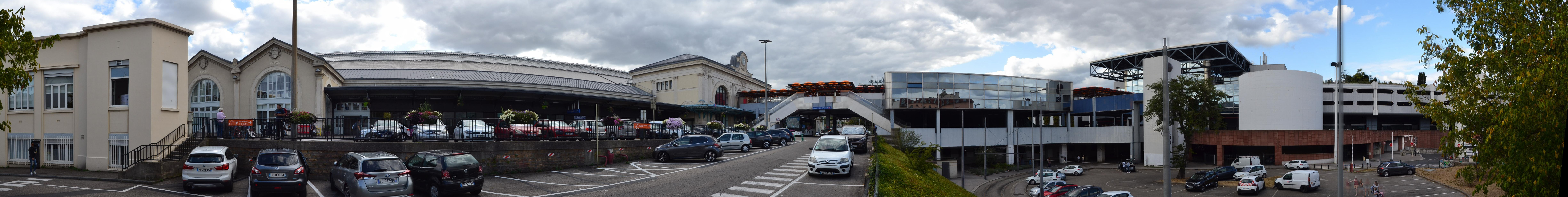
Entree noordzijde
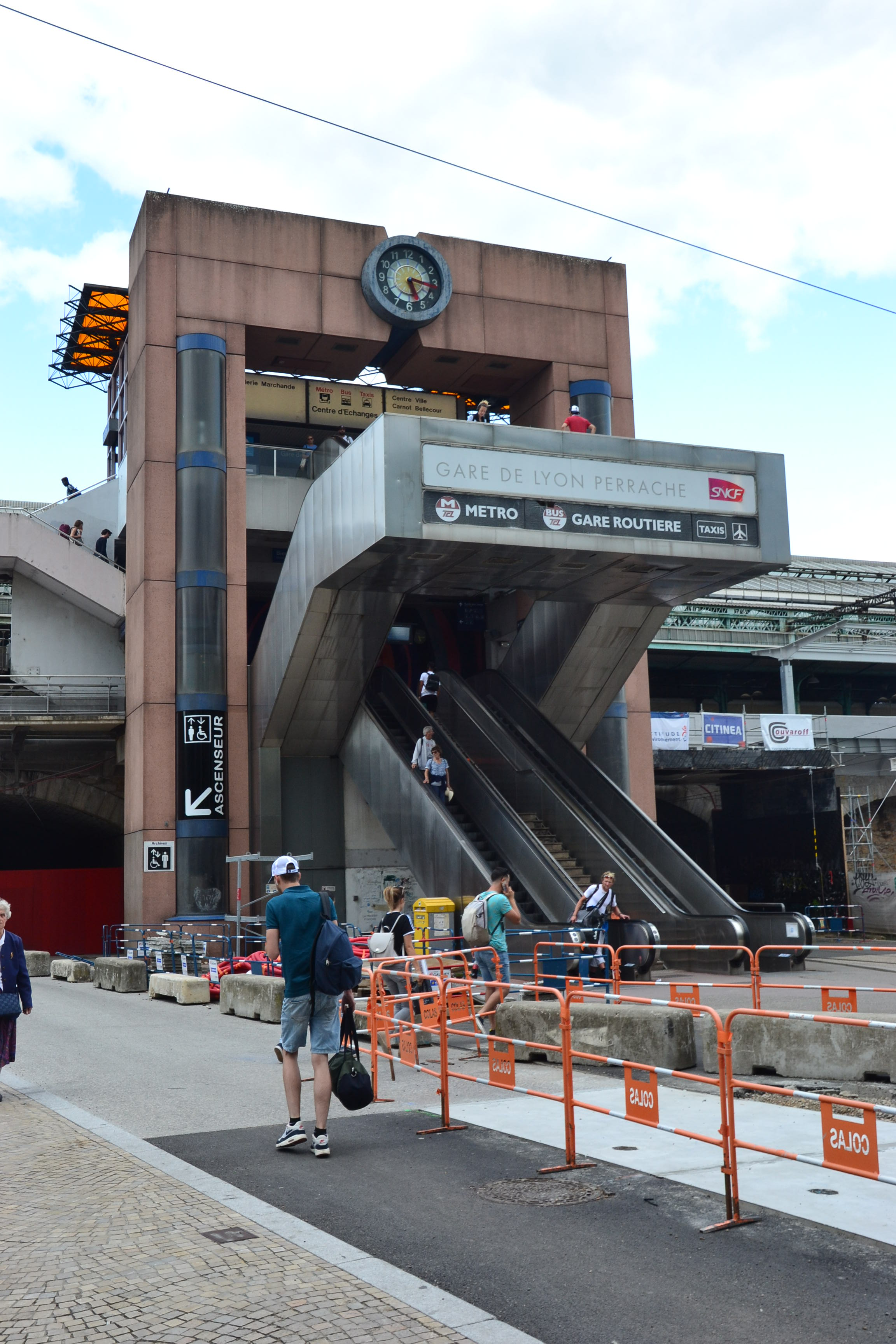
Entree zuidzijde
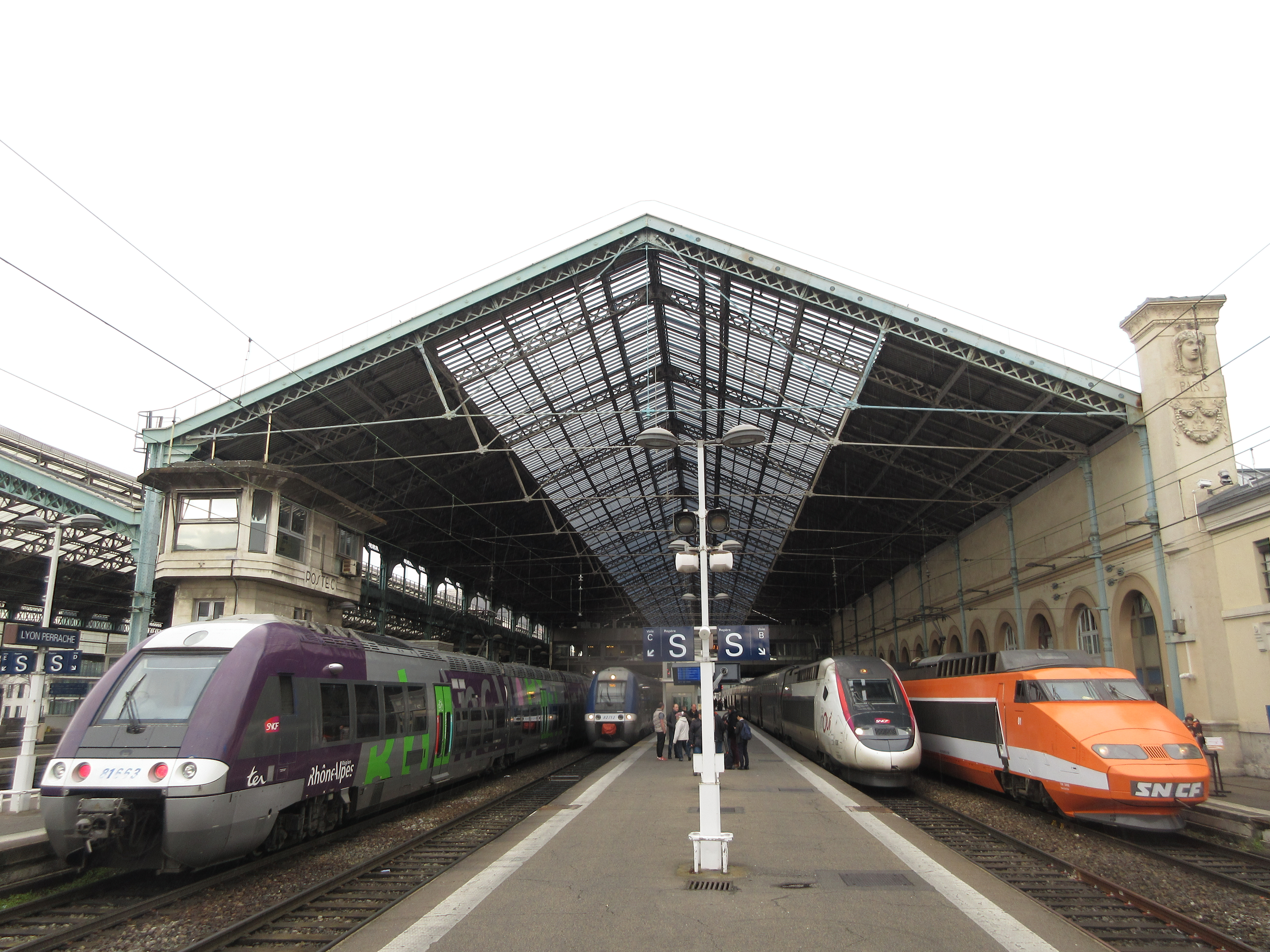
Perron
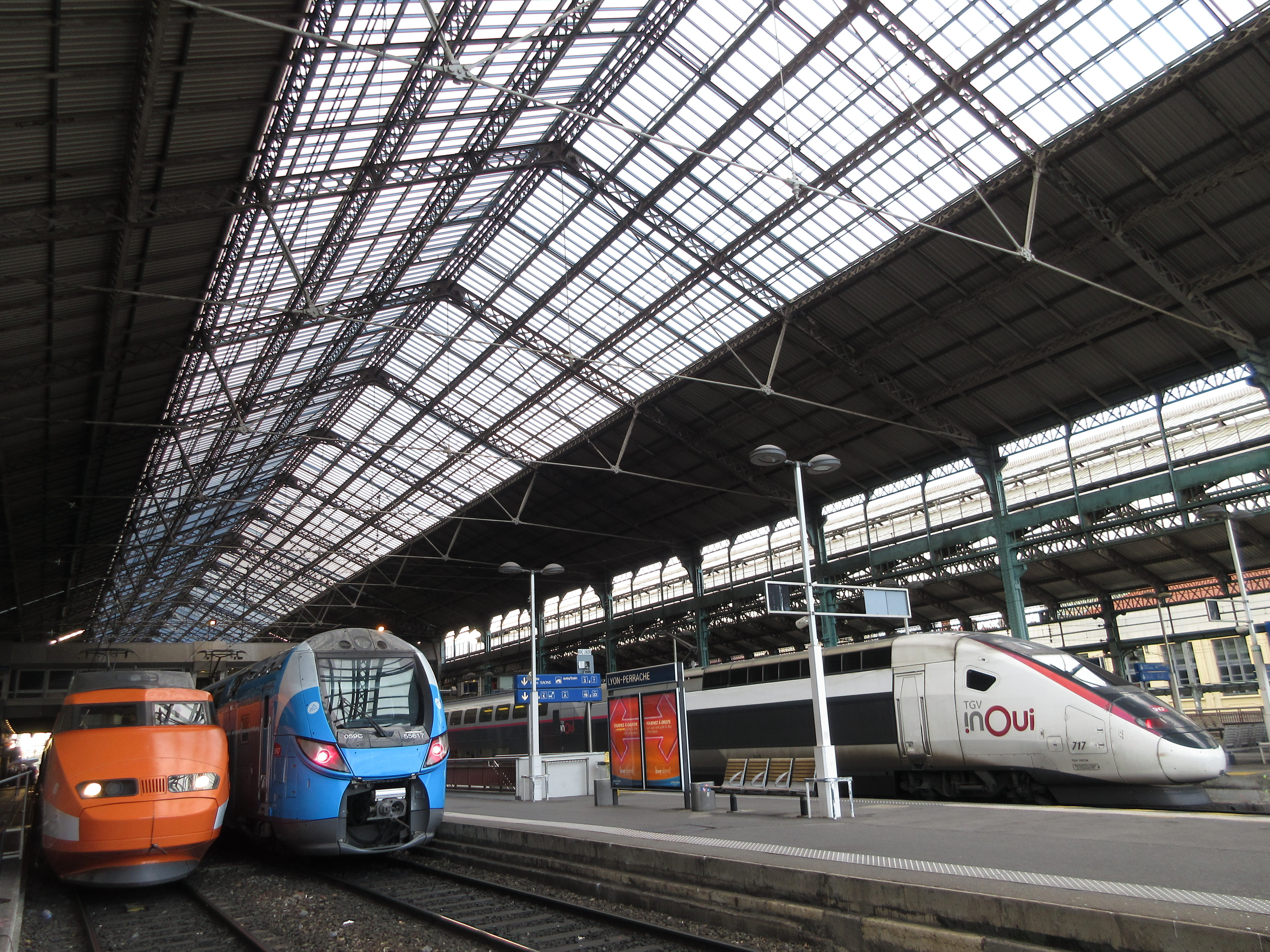
Glazen dak